# Javier Flores Santacruz
Javier Flores Santacruz (Córdoba, España, 9 de febrero de 1986) es un exfutbolista español que se desempeñaba como centrocampista. Se retiró en 2023 en el Córdoba C. F.

## Trayectoria
Javi Flores se formó en la cantera del Córdoba C. F. Ascendió al primer equipo en 2004 y formó parte de la plantilla que logró el ascenso desde la Segunda B en la temporada 2006-07. Ya en Segunda División sufrió una lesión en el pie durante la pretemporada mientras disputaba un partido, que le mantuvo alejado de los terrenos de juego hasta marzo de 2008. Al final de la temporada 2010-11, fue incluido en un ERE en el Córdoba C. F. debido a su elevada ficha y motivos deportivos. El nuevo entrenador del Córdoba C.F., Paco Jemez, recuperó del ERE a los cordobeses Pepe Diaz y Gaspar pero no a Javi Flores para no entrar en la plantilla. En la temporada 2011-12 juega en el Getafe  C. F. "B", por el que fichó al filo del cierre del mercado estival realizando una notable segunda vuelta de campeonato en la categoría de bronce del fútbol español. Antes de finalizar el mes de junio de 2012, se anuncia su fichaje por el Elche C. F., el mismo día del enlace de su boda por medio de su representante Manuel García Quilón en la parroquia de San Basilio de la capital cordobesa.
Sus características futbolísticas son la de un jugador de calidad y gran último pase. Recién llegado al Elche C. F. se lesionó de gravedad tras romperse el ligamento cruzado de su pierna izquierda el 4 de agosto de 2012. Se recuperó completamente de su lesión el 28 de abril de 2013 contra el Girona F. C. saliendo a jugar los 5 últimos minutos del encuentro ante una afición que lo recibió con una gran ovación.
En septiembre de 2014, el delantero ficha por el Real Murcia C. F. tras pasar desapercibido en el Elche. Una lesión en el ligamento cruzado en agosto de 2014 le obligó a estar fuera de los terrenos de juego durante 9 meses.
En enero de 2016, se convierte en el primer fichaje del Hércules en el mercado invernal.
En la temporada 2017-18 vuelve al Elche C. F. y consigue el ascenso a Segunda División.
En la temporada 2018-19 vuelve a jugar en Segunda División, al continuar defendiendo los colores del Elche C. F.
En 2019 vuelve a su ciudad, al Córdoba C. F., en el que consigue un ascenso a Primera RFEF y una Copa RFEF y tras cuatro temporadas, en 2023 decide retirarse.

## Clubes
| Club           | País   | Temporada   | Categoría          | Partidos | Goles |
| -------------- | ------ | ----------- | ------------------ | -------- | ----- |
| Córdoba CF     | España | 2005–2006   | Segunda División B | 31       | 8     |
| Córdoba CF     | España | 2006–2007   | Segunda División B | 27       | 1     |
| Córdoba CF     | España | 2007–2008   | Segunda División   | 2        | 0     |
| Córdoba CF     | España | 2008–2009   | Segunda División   | 31       | 1     |
| Córdoba CF     | España | 2009–2010   | Segunda División   | 25       | 1     |
| Córdoba CF     | España | 2010–2011   | Segunda División   | 25       | 1     |
| Getafe B       | España | 2011–2012   | Segunda División B | 32       | 10    |
| Elche CF       | España | 2012–2013   | Segunda División   | 3        | 1     |
| Elche CF       | España | 2013–2014   | Primera División   | 1        | 0     |
| Real Murcia CF | España | 2014–2015   | Segunda División B | 28       | 5     |
| Hércules CF    | España | 2015 - 2016 | Segunda División B | 13       | 0     |
| Hércules CF    | España | 2016 - 2017 | Segunda División B | 23       | 6     |
| Elche CF       | España | 2017 - 2018 | Segunda División B | 32       | 4     |
| Elche CF       | España | 2018 - 2019 | Segunda División   |          |       |
| Córdoba CF     | España | 2019–2023   | Segunda División B |          |       |